# PAEアポロン・ポントゥ
アポロン・カラマリアスFC（Apollon Kalamarias F.C. (ギリシア語: Απόλλων Καλαμαριάς)）は、ギリシャのテッサロニキ県テッサロニキのカラマリアをホームタウンとするサッカークラブである。

## 歴史
カラマリアに定住したポントス人難民の間で音楽を広めるためにクラブを創設する動きが起こり、1926年1月24日にアポロン・カラマリアス (Απόλλων Καλαμαριάς) として創設された。当時、メンバーがマンドリンとギターで演奏していたため、クラブの紋章にはギリシア神話に登場する音楽の神「アポローン」が採用された。クラブカラーには命を落とした数千人の難民の血を表す赤色と喪を表す黒色が選ばれた。
当初はマンドリン、男女合唱団、サッカー、バレーボール、陸上競技部門が存在した。
1957-58シーズンにマケドニアサッカー協会 (EPSM) のファーストディビジョンで、強豪チームのPAOK、アリス、イラクリスを抑えてテッサロニキ県の優勝チームとなった。1959年に16チームで構成されたアルファ・エスニキが創立され、オリジナルメンバーの一員として参加した。
2011年にPAEアポロン1926 (ΠΑΕ Απόλλων 1926) に改称された。2017年にプロリーグに復帰した時に、ポントス人の祖先に敬意を表して、PAEアポロン・ポントゥ (ΠΑΕ Απόλλων Πόντου) に改称された。
2018-19シーズンにフットボールリーグで7位の成績を残して、2019-20シーズンのリーグシステムの変更に伴って新創立されたスーパーリーグ2の参加資格を獲得した。

## タイトル
- ベータ・エスニキ（英語版）：3回
  - 1972-73, 1982-83, 1991-92,

- ガンマ・エスニキ（英語版）：4回
  - 1975-76, 1979-80, 2012-13, 2016-17

## 過去の成績
| シーズン | リーグ              | 順位 | カップ               |
| -------- | ------------------- | ---- | -------------------- |
| 2000-01  | ベータ・エスニキ    | 4位  | グループステージ敗退 |
| 2001-02  | ベータ・エスニキ    | 4位  | 2回戦敗退            |
| 2002-03  | ベータ・エスニキ    | 3位  | ベスト16             |
| 2003-04  | ベータ・エスニキ    | 2位  | 1回戦敗退            |
| 2004-05  | アルファ・エスニキ  | 12位 | 準々決勝敗退         |
| 2005-06  | アルファ・エスニキ  | 9位  | ベスト16             |
| 2006-07  | スーパーリーグ      | 12位 | ベスト16             |
| 2007-08  | スーパーリーグ      | 16位 | ベスト16             |
| 2008-09  | ベータ・エスニキ    | 12位 | 3回戦敗退            |
| 2009-10  | デルタ・エスニキ    | 4位  | 2回戦敗退            |
| 2010-11  | デルタ・エスニキ    | 1位  | —                    |
| 2011-12  | フットボールリーグ2 | 4位  | 2回戦敗退            |
| 2012-13  | フットボールリーグ2 | 1位  | 1回戦敗退            |
| 2013-14  | フットボールリーグ  | 6位  | 2回戦敗退            |
| 2014-15  | フットボールリーグ  | 11位 | グループステージ敗退 |
| 2015-16  | ガンマ・エスニキ    | 5位  | —                    |
| 2016-17  | ガンマ・エスニキ    | 1位  | –                    |
| 2017-18  | フットボールリーグ  | 7位  | グループステージ敗退 |
| 2018-19  | フットボールリーグ  | 7位  | グループステージ敗退 |
| 2019-20  | スーパーリーグ2     | 12位 | 4回戦敗退            |
| 2020-21  | フットボールリーグ  | 9位  | —                    |
| 2021-22  | スーパーリーグ2     | 10位 | 3回戦敗退            |
| 2022-23  | スーパーリーグ2     | 11位 | ベスト16             |
| 2023-24  | スーパーリーグ2     | 12位 | 3回戦敗退            |
| 2024-25  | ガンマ・エスニキ    |      |                      |

## 歴代所属選手
- アレクサンドロス・アレクシウ 1983-1986
- ソコル・クシュタ 1993-1994
- ヴラディミル・マティヤシェヴィッチ 2005-2006
- アイルトン・デ・オリベイラ・モデスト 2006
- アポストロス・ギアンヌ 2007-2009
- ペルパリム・ヘテマイ 2008